# Epicentro (editorial)
Epicentro fue un sello editorial español fundado a finales de la década de 1990 que aglutinaba la actividad de varios grupos fanzineros, encargándose de su impresión y distribución a nivel nacional.
Si bien la idea original era fundar una especie de cooperativa de fanzines de cómic donde aunar fuerzas y poder llegar a más lectores, el carácter independiente de cada sello lo convirtió más que nada en un grupo de trabajo. 
Epicentro ayudó a todos sus integrantes a mejorar la calidad de sus fanzines con ayudas a la maquetación e impresión profesional en imprenta (Cuando la mayoría hasta ahora eran publicaciones en blanco y negro creadas con fotocopias), además de conseguir una mayor difusión en tiendas de cómic al entrar en distribuidoras como SD. Un claro ejemplo de que la unión hace la fuerza.
En Epicentro participaron todo tipo de autores que más tarde se convertirían en referentes del cómic internacional, así como organizadores de eventos, periodistas y dinamizadores muy importantes dentro del "mundillo del cómic" español. Se puede decir sin lugar a duda que Epicentro fue la trinchera donde aprendió su futuro oficio toda una generación de amantes de las viñetas.
Muchos de los fanzines que formaban Epicentro se convertirían en editoriales de cómic:
- H-Studio se convertiría más tarde en Aleta Ediciones, dirigida por Joseba Basalo.
- Fancine FLAsCinDER se transformaría en Grafito Editorial, dirigida por Guillermo Morales.
- Studio Kat evolucionó hasta convertirse en Fandogamia Editorial, dirigida por Pedro Medina.

## Trayectoria
Epicentro surgió a raíz de una "fanzinerada" organizada por la librería Futurama de Valencia, integrando en principio la producción de varios colectivos de Castellón, vehiculados por Víctor Alós. Se puso en marcha después de una reunión de fanzines en la cafetería de la Estación de Francia, donde entonces se celebraba el Salón del cómic de Barcelona. En sus inicios Epicentro estaba formada por los siguientes Sellos de Fanzine:
- Fanzone Korps: Joan Abelló, Alberto Denia, Pau Tomás y Álvaro Zarzuela;
- H-Studio: Joseba Basalo y Ken Niimura, y
- Otracosa Comics: Sergio Abad, David Baldeón, Pedro Cifuentes, y Evandro Rubert.[1]

Pronto, empezó a abarcar grupos de otras ciudades:
- Alquimia y Ediciones Impresentables, de Zaragoza;
- Batida de Coco, Fancine FlasCinDER, El gaucho y Studio Kat, de Valencia;
- Cerditos de Guinea, de Galicia;
- Dawn Comics, de Sevilla;
- Elenion, de Madrid;
- Freaks in Black, de Villarreal: Rubén Fernández, J. Moliner, David Segarra y David Serrano;
- Hetero Sapiens, Vacune y Ruleta Rusa, de Barcelona, y
- Mystic Legends, de Valladolid.[1]

Se produjeron entre otras las siguientes publicaciones:
| Título                                       | Años      | Autoría         | Números |
| -------------------------------------------- | --------- | --------------- | ------- |
| Fanzone                                      | 1999      | Fanzone Korps   |         |
| El impertinente hombre orgánico              | 1999-2006 | Evandro Rubert  |         |
| Dos piedras Cómics                           | 2000-2002 | Pedro Cifuentes | 3       |
| Dimensión paralelos                          | 2002-2005 | Freaks in Black | 3       |
| Like a Monkey                                | 2006      | Rubén Fernández |         |
| FLAsCinDER Especial el espacio               | 2003      | FLAsCinDER      |         |
| FLAsCinDER Especial pisos de estudiantes     | 2004      | FLAsCinDER      |         |
| Manual del Buitre de discoteca               | 2002      | FLAsCinDER      |         |
| Manual. Superhéroes al desnudo               | 2005      | FLAsCinDER      |         |
| Manual del Supervillano. El crimen en mallas | 2005      | FLAsCinDER      |         |
| Manual de supervivencia Zombi                | 2009      | FLAsCinDER      |         |